# Elena Vladimirovna Romanova
Elena Vladimirovna Romanova (Carskoe Selo, 17 gennaio 1882 – Atene, 13 marzo 1957), unica figlia femmina del granduca Vladimir Aleksandrovič Romanov, fratello minore dello zar Alessandro III di Russia, e della granduchessa Maria di Meclemburgo-Schwerin (che prese il nome di Maria Pavlovna dopo la conversione all'ortodossia).

## Biografia
Elena ed i suoi tre fratelli maggiori, i granduchi Kirill, Boris e Andrej, vennero cresciuti da una babysitter inglese, che li portò a parlare inglese come lingua madre. Da piccola Elena aveva un temperamento irruente e talvolta perdeva il controllo: una volta, posando per un artista all'età di quattro anni, afferrò un tagliacarte e minacciò la babysitter, che si nascose dietro il pittore; "La piccola lady allora trasferì le sue attenzioni su di me, i suoi occhi neri spalancati con furia" scrisse il pittore. Elena, cresciuta da una madre ben conscia di essere la seconda dama dell'Impero russo – fino alla morte di Alessandro III, poi la terza dopo la zarina Aleksandra e l'Imperatrice vedova – venne considerata da alcuni una snob. "Povera cara, mi spiace molto per lei, tanto dolce, ma anche vanitosa e pretenziosa" scrisse l'Imperatrice Vedova, rivale di sua madre nel predominio sociale.
Fu dapprima fidanzata con il principe Max di Baden, ma questi la lasciò, rendendo furiosa la madre di Elena e dando all'alta società occasione di fare molti pettegolezzi sulla capacità della donna di trovare un buon partito per la figlia. Il principe Nicola di Grecia si fece avanti nel 1900 ma Maria Pavlovna si dimostrò riluttante a permettere che la figlia sposasse un principe più giovane, non particolarmente ricco e senza prospettive di un trono. Alla fine cedette alle nozze quando fu chiaro che non ci sarebbero stati altri pretendenti: l'Imperatrice Vedova scrisse che Elena aveva "un tono molto brusco ed arrogante che può disorientare le persone" e previde delle difficoltà per il matrimonio, ma invece le nozze furono felici.
Ebbero tre figlie:
- S.A.R. la principessa Olga (1903 – 1997), sposò il principe Paolo Karađorđević, reggente del Regno di Jugoslavia;
- S.A.R. la principessa Elisabetta (1904 – 1955), sposò il conte Carlo Teodoro di Toerring-Jettenbach;
- S.A.R. la principessa Marina (1906 – 1968), sposò il principe Giorgio, duca di Kent.[4]

La famiglia visse in Russia fino alla Rivoluzione d'ottobre, poi si trasferì in Grecia, che dovettero abbandonare quando venne proclamata la repubblica, e si trasferirono in Francia, dove Elena si dedicò attivamente a soccorrere gli emigrati russi, specialmente bambini. La famiglia era però a corto di denaro, avendo perso le proprietà in Russia e le rendite greche, il che li costringeva a vivere senza fasto e senza particolari lussi, ma attingendo, come fonte di reddito, ai gioielli di Elena e alla vendita dei quadri di Nicola.
In seguito ai sopraggiunti problemi economici, la coppia si impegnò perché le tre figlie facessero dei buoni matrimoni, riuscendoci: la principessa Olga sposò il principe Paolo Karađorđević, la principessa Elisabetta il conte Carlo Teodoro zu Toerring-Jettenbach, un nobile possidente terriero bavarese, e la principessa Marina sposò il principe Giorgio Windsor, duca di Kent.
La granduchessa Elena rimase vedova all'inizio di 1938, quando Nicolas per un infarto morì improvvisamente; rimase in Grecia durante la Seconda guerra mondiale, dove morì nel 1957.

## Ascendenza
|                                               |                                        |                                           | Genitori                                     |  |  | Nonni |  |  | Bisnonni           |  |  | Trisnonni         |  |
|                                               |                                        |                                           |                                              |  |  |       |  |  | Nicola I di Russia |  |  | Paolo I di Russia |  |
|                                               |                                        |                                           |                                              |  |  |       |  |  | Nicola I di Russia |  |  | Paolo I di Russia |  |
|                                               |                                        | Sofia Dorotea di Württemberg              |                                              |  |  |       |  |  | Nicola I di Russia |  |  |                   |  |
| Alessandro II di Russia                       |                                        |                                           |                                              |  |  |       |  |  | Nicola I di Russia |  |  |                   |  |
|                                               |                                        | Carlotta di Prussia                       | Federico Guglielmo III di Prussia            |  |  |       |  |  |                    |  |  |                   |  |
|                                               |                                        | Carlotta di Prussia                       | Federico Guglielmo III di Prussia            |  |  |       |  |  |                    |  |  |                   |  |
|                                               |                                        | Carlotta di Prussia                       | Luisa di Meclemburgo-Strelitz                |  |  |       |  |  |                    |  |  |                   |  |
| Vladimir Aleksandrovič di Russia              |                                        | Carlotta di Prussia                       |                                              |  |  |       |  |  |                    |  |  |                   |  |
|                                               |                                        | Luigi II d'Assia e del Reno               | Luigi I d'Assia e del Reno                   |  |  |       |  |  |                    |  |  |                   |  |
|                                               |                                        | Luigi II d'Assia e del Reno               | Luigi I d'Assia e del Reno                   |  |  |       |  |  |                    |  |  |                   |  |
|                                               |                                        | Luigi II d'Assia e del Reno               | Luisa d'Assia-Darmstadt                      |  |  |       |  |  |                    |  |  |                   |  |
| Maria d'Assia e del Reno                      |                                        | Luigi II d'Assia e del Reno               |                                              |  |  |       |  |  |                    |  |  |                   |  |
|                                               |                                        | Guglielmina di Baden                      | Carlo Luigi di Baden                         |  |  |       |  |  |                    |  |  |                   |  |
|                                               |                                        | Guglielmina di Baden                      | Carlo Luigi di Baden                         |  |  |       |  |  |                    |  |  |                   |  |
|                                               |                                        | Guglielmina di Baden                      | Amalia d'Assia-Darmstadt                     |  |  |       |  |  |                    |  |  |                   |  |
| Elena Vladimirovna di Russia                  |                                        | Guglielmina di Baden                      |                                              |  |  |       |  |  |                    |  |  |                   |  |
|                                               | Paolo Federico di Meclemburgo-Schwerin | Federico Ludovico di Meclemburgo-Schwerin |                                              |  |  |       |  |  |                    |  |  |                   |  |
|                                               | Paolo Federico di Meclemburgo-Schwerin | Federico Ludovico di Meclemburgo-Schwerin |                                              |  |  |       |  |  |                    |  |  |                   |  |
|                                               | Paolo Federico di Meclemburgo-Schwerin | Elena Pavlovna di Russia                  |                                              |  |  |       |  |  |                    |  |  |                   |  |
| Federico Francesco II di Meclemburgo-Schwerin | Paolo Federico di Meclemburgo-Schwerin |                                           |                                              |  |  |       |  |  |                    |  |  |                   |  |
|                                               |                                        | Alessandrina di Prussia                   | Federico Guglielmo III di Prussia            |  |  |       |  |  |                    |  |  |                   |  |
|                                               |                                        | Alessandrina di Prussia                   | Federico Guglielmo III di Prussia            |  |  |       |  |  |                    |  |  |                   |  |
|                                               |                                        | Alessandrina di Prussia                   | Luisa di Meclemburgo-Strelitz                |  |  |       |  |  |                    |  |  |                   |  |
| Maria di Meclemburgo-Schwerin                 |                                        | Alessandrina di Prussia                   |                                              |  |  |       |  |  |                    |  |  |                   |  |
|                                               |                                        | Principe Enrico LXIII di Reuss-Köstritz   | Principe Enrico XLIV di Reuss-Köstritz       |  |  |       |  |  |                    |  |  |                   |  |
|                                               |                                        | Principe Enrico LXIII di Reuss-Köstritz   | Principe Enrico XLIV di Reuss-Köstritz       |  |  |       |  |  |                    |  |  |                   |  |
|                                               |                                        | Principe Enrico LXIII di Reuss-Köstritz   | Baronessa Guglielmina di Geuder              |  |  |       |  |  |                    |  |  |                   |  |
| Augusta di Reuss-Köstritz                     |                                        | Principe Enrico LXIII di Reuss-Köstritz   |                                              |  |  |       |  |  |                    |  |  |                   |  |
|                                               |                                        | Contessa Eleonora di Stolberg-Wernigerode | Conte Enrico di Stolberg-Wernigerode         |  |  |       |  |  |                    |  |  |                   |  |
|                                               |                                        | Contessa Eleonora di Stolberg-Wernigerode | Conte Enrico di Stolberg-Wernigerode         |  |  |       |  |  |                    |  |  |                   |  |
|                                               |                                        | Contessa Eleonora di Stolberg-Wernigerode | Principessa Giovanna di Schonburg-Waldenburg |  |  |       |  |  |                    |  |  |                   |  |
|                                               |                                        | Contessa Eleonora di Stolberg-Wernigerode |                                              |  |  |       |  |  |                    |  |  |                   |  |